# Trpimir II
Trpimir II (... – attorno al 935) è stato re di Croazia dal 928 al 935.
Era un membro dell'antica dinastia dei Trpimirović. Egli probabilmente era figlio del duca Muncimir e fratello minore di Tomislao I.
Dopo la morte di Simeone I di Bulgaria, Bisanzio, non avendo più bisogno del sostegno militare dei croati contro il nemico comune bulgaro, ruppe l'alleanza con i Trpimirović. Precedentemente Bisanzio aveva giovato molto nel sostegno croato per contrastare l'espansionismo di Simeone I. Anche se in alcuni trattati con Tomislao, Bisanzio aveva riconosciuto la sovranità croata in Dalmazia, finita la minaccia bulgara, l'impero greco riprese sotto la sua amministrazione la costa adriatica orientale ricostituendo il thema di Dalmazia.
Nello stesso periodo papa Leone VI soppresse la diocesi di Nona e trasferì il vescovo ribelle Gregorio a Scardona nel 928, quasi come un'azione punitiva nei riguardi di colui che sosteneva l'uso dell'alfabeto glagolitico nelle liturgie croate a fianco al latino, nella lotta fra la diocesi di Spalato e quella di Nona.
Gli succedettero Krešimir I di Croazia e Pietro che fu knez di Doclea.
Il De Administrando Imperio ricorda che al tempo di Trpimir II la Croazia aveva un'importante flotta commerciale che si muoveva per tutto il mar Adriatico.